# Vanessa aestiva
Vanessa aestiva är en fjärilsart som beskrevs av Reuss 1910. Vanessa aestiva ingår i släktet Vanessa och familjen praktfjärilar. Inga underarter finns listade i Catalogue of Life.